# Archibaccharis hirtella
Archibaccharis hirtella là một loài thực vật có hoa trong họ Cúc. Loài này được (DC.) Heering mô tả khoa học đầu tiên năm 1904.